# كانديس كروفورد
كانديس كروفورد (بالإنجليزية: Candice Crawford)‏ هي عارضة وصحفية أمريكية، ولدت في 16 ديسمبر 1986 في لوبوك في الولايات المتحدة.

## وصلات خارجية
- الموقع الرسمي
- كانديس كروفورد على موقع IMDb (الإنجليزية)